# Fußball-Oberliga Baden-Württemberg 1992/93
Die Fußball-Oberliga Baden-Württemberg 1992/93 war die fünfzehnte Oberligaspielzeit.
Meister mit fünf Punkten Vorsprung vor dem SV Sandhausen wurde der SSV Ulm 1846, der in der Aufstiegsrunde zur 2. Bundesliga am TSV 1860 München scheiterte. Vizemeister Sandhausen gewann die deutsche Amateurmeisterschaft durch ein 2:0 über Werder Bremen Amateure.
Die SG Lörrach-Stetten, der VfL Sindelfingen, die Amateure des Karlsruher SC und der SV 98 Schwetzingen mussten in die Verbandsligen absteigen.
Torschützenkönig mit 17 Treffern wurde Goran Barisic vom SV Schwetzingen.

## Abschlusstabelle
|     | Verein                 | Spiele | Tore  | Punkte |
| --- | ---------------------- | ------ | ----- | ------ |
| 1.  | SSV Ulm 1846           | 34     | 67:30 | 50:18  |
| 2.  | SV Sandhausen          | 34     | 57:35 | 45:23  |
| 3.  | SSV Reutlingen (M)     | 34     | 58:38 | 44:24  |
| 4.  | VfR Mannheim           | 34     | 53:41 | 38:30  |
| 5.  | SC Pfullendorf         | 34     | 51:47 | 38:30  |
| 6.  | TSF Ditzingen          | 34     | 59:48 | 37:31  |
| 7.  | SpVgg 07 Ludwigsburg   | 34     | 36:33 | 37:31  |
| 8.  | 1. FC Pforzheim        | 34     | 54:46 | 35:33  |
| 9.  | VfB Stuttgart Amateure | 34     | 43:44 | 35:33  |
| 10. | Freiburger FC          | 34     | 44:43 | 34:34  |
| 11. | VfB Gaggenau           | 34     | 40:43 | 34:34  |
| 12. | SC Geislingen (N)      | 34     | 42:42 | 33:35  |
| 13. | VfL Kirchheim/Teck (N) | 34     | 48:49 | 32:36  |
| 14. | VfR Pforzheim (N)      | 34     | 44:46 | 29:39  |
| 15. | SV 98 Schwetzingen     | 34     | 42:54 | 29:39  |
| 16. | Karlsruher SC Amateure | 34     | 37:48 | 23:45  |
| 17. | VfL Sindelfingen       | 34     | 31:57 | 23:45  |
| 18. | SG Lörrach-Stetten (N) | 34     | 32:94 | 16:52  |

| (M) | Oberligameister 1991/92          |
| (N) | Aufsteiger aus den Verbandsligen |

## Torschützenliste
|     | Spieler              | Verein                 | Tore |
| --- | -------------------- | ---------------------- | ---- |
| 01. | Goran Barišić        | SV 98 Schwetzingen     | 17   |
| 02. | Dragan Trkulja       | SSV Ulm 1846           | 16   |
| 03. | Ralf Becker          | TSF Ditzingen          | 15   |
| 03. | Roland Hirsch        | VfL Kirchheim/Teck     | 15   |
| 03. | Klaus Weiß           | SSV Reutlingen 05      | 15   |
| 06. | Holger Janz          | VfR Mannheim           | 14   |
| 06. | Andreas Mähler       | VfR Pforzheim          | 14   |
| 08. | Haris Karamehmedović | SC Pfullendorf         | 13   |
| 09. | Markus Beierle       | VfB Stuttgart Amateure | 12   |
| 09. | Dietmar Feucht       | 1. FC Pforzheim        | 12   |
| 09. | Jürgen Kantenwein    | TSF Ditzingen          | 12   |
| 09. | Klaus Perfetto       | SSV Ulm 1846           | 12   |
| 13. | Klaus Fischer        | 1. FC Pforzheim        | 11   |
| 14. | Uwe Eckhardt         | VfB Gaggenau           | 10   |
| 14. | Jürgen Pfirrmann     | 1. FC Pforzheim        | 10   |

## Aufstiegsrunde zur 2. Bundesliga
Als Meister der Oberliga Baden-Württemberg traf der SSV Ulm 1846 in der Aufstiegsrunde zur 2. Fußball-Bundesliga auf den TSV 1860 München, Kickers Offenbach und den 1. SC Norderstedt. Nach zwei Siegen, drei Unentschieden und einer Niederlage belegten die Ulmer mit 7:7 Toren und 7:5 Punkten den zweiten Platz hinter Zweitligaaufsteiger 1860 München.
|    | Verein            | Spiele | Tore | Punkte |
| -- | ----------------- | ------ | ---- | ------ |
| 1. | TSV 1860 München  | 6      | 8:5  | 8:4    |
| 2. | SSV Ulm 1846      | 6      | 7:7  | 7:5    |
| 3. | Kickers Offenbach | 6      | 5:4  | 6:6    |
| 4. | 1. SC Norderstedt | 6      | 5:9  | 3:9    |

## Aufsteiger aus der Verbandsliga
Die drei Verbandsligameister GSV Maichingen, SV Linx und der ASV Durlach stiegen direkt in die Oberliga auf. Den letzten Aufstiegsplatz spielten die Verbandsligavizemeister aus. Hierbei setzte sich der VfR Aalen gegen den FC Rastatt 04 durch, der zuvor den FV Lauda bezwungen hatte:
1. Runde
|               | Gesamt |          | Hinspiel | Rückspiel |
| ------------- | ------ | -------- | -------- | --------- |
| FC Rastatt 04 | 2:1    | FV Lauda | 2:1      | 0:0       |

2. Runde
|           | Gesamt |               | Hinspiel | Rückspiel |
| --------- | ------ | ------------- | -------- | --------- |
| VfR Aalen | 3:2    | FC Rastatt 04 | 2:1      | 1:1       |